# Dolichopus cuneipennis
Dolichopus cuneipennis är en tvåvingeart som beskrevs av Octave Parent 1926. Dolichopus cuneipennis ingår i släktet Dolichopus och familjen styltflugor. Inga underarter finns listade i Catalogue of Life.